# Odense Boldklub
 "OB" omdirigeres hertil. For andre betydninger af OB, se OB (flertydig).
Odense Boldklub (OB) er en dansk professionel fodboldklub. Klubben har vundet tre danske mesterskaber og fem pokalmesterskaber. Klubben spiller i 3F Superligaen og har hjemmebane på Nature Energy Park.

## Nature Energy Park
OBs hjemmebane Nature Energy Park ligger på Højstrupvej og har en kapacitet på 15.790 tilskuere. OBs klubhus og træningsbaner ligger i Ådalen ved Odense Å.
OBs officielle fanklub, "De Stribede", blev stiftet i 1995 og de har reserveret trøjenummeret 12, som et symbol på banens 12. mand. Dog skete der en undtagelse da Bashkim Kadrii vendte tilbage i vinteren 2021, der lånte han trøje nr. 12 foråret ud.

## Historie

### Tidlig historie
OB blev stiftet den 12. juli 1887, og i 1889 kom fodbold og tennis på programmet, hvorpå klubben skiftede navn til det nuværende.
Klubben havde dengang til huse i Munke Mose i Odense. Først i 1968 flytter OB til Ådalen, hvor klubben stadig har til huse.
I 1916 blev OB provinsmester for første gang og kvalificerede sig således til semifinalen om Danmarksmesterskabet. Her tabte klubben 3-9 til de senere mestre fra B.93

### 1945-1975: Blandede resultater
Da Danmarksturneringen blev reorganiseret efter besættelsen blev OB placeret i 3. division, men rykkede hurtigt op gennem rækkerne. Det skete ikke mindst i kraft af topscorerne Svend Jørgen Hansen (der i 1942 var blevet OB's første landsholdsspiller) og Jørgen Leschly Sørensen, der i 1949 blev solgt til den italienske storklub Atalanta.
Allerede i 1951 vandt OB sine første medaljer, da klubben tog sølv efter de suveræne danmarksmestre fra AB. Imidlertid begyndte det at gå ned ad bakke for klubben i denne periode. Efter OB's første nedrykning til 2. division i 1955 formåede holdet aldrig for alvor at vende tilbage til toppen af dansk fodbold. På trods af oprykninger i 1957 og 1966 lykkedes det ikke for holdet at bide sig fast i 1. division før oprykningen i 1975
Lokalrivalerne fra B 1909 og B 1913 etablerede sig i denne periode i toppen af 1. division, og B 1909 vandt mesterskabet i både 1959 og 1964. Den intense lokalrivalisering kulminerede i 1973, hvor 28.000 tilskuere overværede 2. divisionskampen mellem "De stribede" og "De røde" på Odense Stadion. Kampen gav den stadig gældende tilskuerrekord for OB på hjemmebane.
I 1974 kom klubben i sin første landspokalfinale, hvor holdet tabte 5-2 til Vanløse. OB's Per Bartram blev kåret til pokalfighter.

### 1975-1990: De gyldne år
I 1975 rykkede OB atter op i første division. Denne gang havde klubben imidlertid spillermaterialet til at begå sig i den bedste række, og blot to år senere kunne OB hjemføre sit første danske mesterskab under træner Richard Møller Nielsens ledelse. OB's Allan Hansen blev både 1. divisions og kåret til årets Fodboldspiller i Danmark. En dobbelt-bedrift han gentog i 1981.
Mesterskabet betød, at OB i 1978 for første gang deltog i Europacuppen for Mesterhold, hvor man dog allerede blev sendt ud i første runde af Lokomotive Sofia fra Bulgarien.
Ricard Møller Nielsens hold var blandt de dominerende i dansk fodbold i denne periode. I 1980 vandt klubben bronze, og klubben blev dansk mester for anden gang i 1982. B 1909 blev samme år sidst og rykkede ned i 2. division. OB cementerede i denne periode sin position som det bedste hold på Fyn. Da klubben var dansk mester efter sæsonen 1981-82, vandt klubben landspokalen i 1982-83 sæsonen, blev derved regerende Danmarksmester og pokalmester samtidig. Klubben vandt dog ikke derved The Double, idet The Double består i at vinde de to titler i samme sæson.
Holdets succes skyldtes blandt andet den stærke målmand Lars Høgh og Årets Fund i 1. division 1982, Keld Bordinggaard. Især Lars Høgh blev over de kommende år en institution i klubben og opnåede i alt 817 kampe for OB's førstehold.
I 1989 vandt klubben igen det danske mesterskab foran Brøndby IF. Profilerne på træner Roald Poulsens hold var udover Lars Høgh blandt andet midtbanespilleren Ulrik Moseby, forsvarsspilleren Johnny Hansen samt angriberen Per Pedersen, der i 1997 satte transferrekord for OB, da han skiftede til engelske Blackburn Rovers for 25 mio. kr.

### 1991-2009: OB i Superligaen
OB vandt i 1991 landspokalfinalen over AaB efter to målløse kampe, forlænget spilletid og straffesparkskonkurrence. Da Idrætsparken var under ombygning, blev finalen spillet hjemme på Odense Stadion. Det gik imidlertid mindre godt i den nystartede Superliga. Efter grundspillet rykkede OB ned i kvalifikationsligaen, hvor klubben dog med det samme igen sikrede sig oprykning til Superligaen.
I 1993 vandt klubben sølv efter FC København og vandt landspokalen for tredje gang.
I 1996 valgte tennisafdelingen at forlade Odense Boldklub i håb om at få bygget en tennishal i Odense. Derfor stiftede tennisafdelingen en selvstændig tennisklub i form af OB Tennis, der dog senere fik navnet Tennis Club Odense for at adskille sig fra fodbold- og bordtennisafdelingen. Først i 2010 vedtog Odense Kommune, at der skal bygges en tennishal i landets tredjestørste by. Tennis Club Odenses udendørsbaner ligger i Ådalen på den modsatte side af Odense Å.
Da DBU i 1996 droppede slutspillet og kvalifikationsligaen og gik over til et turneringsformat med 33 kampe (12 hold, der spiller hver tre kampe mod de øvrige hold), sluttede OB igen med bronzemedaljerne. Selvom holdet bestod af en lang række profiler og klassespillere, fungerede spillet kun sporadisk for OB i denne periode, og i 1998 sluttede OB sidst med blot seks sæsonsejre og rykkede ned i den næstbedste række.
Selvom OB suverænt vandt Faxe Kondi Divisionen (1. division) året efter og dermed vendte tilbage til Superligaen, havde klubben svært ved at vende tilbage til dansk fodbolds absolutte top. Fjerdepladserne i 2003 og 2004 blev højdepunkterne i en række middelmådige sæsoner for klubben, der dog i 2002 blev pokalmester for fjerde gang med en 2-1-sejr over FC København i Parken. I 2006 vandt OB de første medaljer i 10 år, da træner Bruce Rioch førte holdet til bronze.
Sæsonen 2006/07 blev lidt af en blandet fornøjelse, da OB sluttede som nummer fire i ligaen, med en række sejre i de sidste kampe. Forårssæonen fik en dramatisk indledning, da Bruce Rioch valgte at forlade klubben i utide, efter den første hjemmekamp i sæsonen. Bruce Riochs officielle forklaring handlede om familiære årsager, men spekulationer i Tipsbladet har siden gået på, at Bruce Rioch i virkeligheden var utilfreds med, at han ikke fik økonomisk andel i salget af Nenad Novakovic til italienske Reggina. Sæsonen blev dog alligevel reddet med Michael Hemmingsen og Uffe Pedersen bag roret, da OB vandt pokalturneringen ved at slå FCK 2-1 i Parken. Dermed sikrede OB for anden sæson i træk sig kvalifikation til UEFA cuppen.
Fra sæsonen 2007/08 blev den tidligere landsholdsanfører og Randers-træner Lars Olsen ansat. Hans første sæson blev generelt en skuffelse. OB blev slået ud af UEFA Cuppen inden gruppespillet, via to gange 0-0 og straffespark mod Sparta Prag, og i ligaen endte OB med stort besvær på fjerdepladsen. Særligt hjemmebanestatistikken var skuffende, idet OB spillede 11 kampe uafgjort og kun vandt fem. Fjerdepladsen rakte til en kvalifikation til Intertoto-cuppen.
I 2008 og 2009 solgte klubben ud af sine største profiler, men det skete dog til høje priser. Først Ulrik Laursen til FC København for 17-20 mio. kr., Jonas Borring til FC Midtjylland for ca. 20 mio. kr. og sidst Djiby Fall til Lokomotiv Moskva for omkring 35 mio. kr. På trods af dette lykkedes det OB at sikre sig sølvmedaljer i Superligaen i sæsonen 2008-09. Dette skyldtes ikke mindst, at OB i sommeren 2008 sikrede midtbanesprofilen Eric Djemba-Djemba på en fri transfer.

### 2010 og fremover
Siden har OB vundet sølv i både 2009 og 2010, begge gange bag mestrene fra FC København, men med Brøndby IF lige bag sig, hvilke er OB's største rivaler i det nye århundrede.[kilde mangler] I 2009 købte OB gambianeren Njogu Demba-Nyrén fra SK Brann ved en byttehandel, hvor nordmændene fik sendt David Nielsen den anden vej. Samme sæson blev brasilianeren Caca købt fra AaB for et beløb på omkring 4 millioner kroner. De blev begge et stort løft for OB's offensiv, da holdet i efteråret af Sæsonen 2009/10 endte på en førsteplads med et point foran FC København, men dog endte på en andenplads i slutningen af sæsonen, blandt andet på grund af en langtidsskade fra Eric Djemba-Djemba og andre småskader. Andenpladsen gjorde holdet fortjent til en kvalifikationsplads i UEFA Europa League 2010-11, hvor holdet uden problemer slog bosniske Zrinjski Mostar og skotske Motherwell og derved kvalificerede sig til gruppespillet. I sommerens transfersæson 2010 skrev malisiske Kalilou Traoré fra kroatiske Istra under på en kontrakt, og AaB-spilleren Andreas Johansson flyttede også til Odense i samme transfervindue.
I vinterens transfervindue solgte OB deres andenmålmand Alexander Lund Hansen og lod den indlejede Henrik Hansen blive i SønderjyskE. OB og trænerteamet bestående af Henrik Clausen og Thomas Helveg valgte desuden at løsrive Björn Runström, Njogu Demba-Nyrén, Caca, samt førstemålmanden Roy Carroll fra deres kontrakt. Der blev kun købt erstatninger på målmandskampen, hvor henholdsvis Stefan Wessels og Mads Toppel blev første- og andenmålmand.

## Nuværende førsteholdstrup
Oversigten er opdateret til og med 21. mars 2025.
| Nr. | Land     | Position | Spiller              |
| --- | -------- | -------- | -------------------- |
| 1   | Danmark  | MM       | Martin Hansen        |
| 2   | Thailand | FO       | Nicholas Mickelson   |
| 3   | Danmark  | FO       | Nicklas Mouritsen    |
| 3   | Danmark  | FO       | Adam Sørensen        |
| 4   | Danmark  | FO       | Bjørn Paulsen        |
| 5   | Serbien  | FO       | Mihajlo Ivančević    |
| 6   | Danmark  | MI       | Jakob Bonde          |
| 7   | Tyskland | MI       | Tom Trybull          |
| 10  | Haiti    | AN       | Don Deedson Louicius |
| 11  | Danmark  | AN       | Markus Jensen        |
| 13  | Danmark  | FO       | Julius Berthel Askou |
| 14  | Danmark  | FO       | Gustav Grubbe        |
| 15  | Danmark  | FO       | Marcus McCoy         |
| 16  | Norge    | MM       | Vilja Myhra          |
|     |          |          |                      |

| Nr. | Land    | Position | Spiller                 |
| --- | ------- | -------- | ----------------------- |
| 17  | Danmark | AN       | Luca Kjerrumgaard       |
| 18  | Danmark | MI       | Max Ejdum               |
| 20  | Holland | FO       | Leeroy Owusu            |
| 21  | Danmark | MI       | Nikolaj Juul-Sandberg   |
| 23  | Danmark | AN       | William Martin          |
| 24  | Gambia  | FO       | Yaya Bojang             |
| 25  | Sverige | FO       | Filip Helander          |
| 25  | Schweiz | FO       | Nicolas Bürgy           |
| 26  | Danmark | AN       | Elias Hansborg-Sørensen |
| 29  | Gambia  | FO       | James Gomez             |
| 31  | Holland | AN       | Jay-Roy Grot            |

## Nationale resultater

### Danmarksmesterskabet
Vinder (3): 1977, 1982, 1989.
Sølv (6): 1951, 1983, 1993, 2009, 2010, 2011.
Bronze (8): 1916, 1919, 1953, 1958, 1979, 1980, 1996, 2006.

### Pokalturneringen
Vinder (5): 1983, 1991, 1993, 2002, 2007.
Andenplads (2): 1974, 2022.

### Placering iDanmarksmesterskabetsiden 1991
| Sæson     | 1991  | 91/92 | 92/93 | 93/94 | 94/95 | 95/96 | 96/97 | 97/98 | 98/99 | 99/00 | 00/01 | 01/02 | 02/03 | 03/04 | 04/05 | 05/06 | 06/07 | 07/08 | 08/09 | 09/10 |
| --------- | ----- | ----- | ----- | ----- | ----- | ----- | ----- | ----- | ----- | ----- | ----- | ----- | ----- | ----- | ----- | ----- | ----- | ----- | ----- | ----- |
| Placering | 5     | (10)  | 2     | 4     | 8     | 3     | 7     | 12    | 1[9]  | 9     | 7     | 6     | 4     | 4     | 6     | 3     | 4     | 4     | 2     | 2     |
| Sæson     | 10/11 | 11/12 | 12/13 | 13/14 | 14/15 | 15/16 | 16/17 | 17/18 | 18/19 | 19/20 | 20/21 | 21/22 | 22/23 | 23/24 |       |       |       |       |       |       |
| Placering | 2     | 10    | 10    | 8     | 9     | 7     | 11    | 9     | 5     | 9     | 9     | 8     | 8     | 11    |       |       |       |       |       |       |

## OB i europæisk fodbold

### UEFA Cup 1994/95: Miraklet i Madrid
OB formåede for første gang at nå længere end første runde i en europæisk turnering, da holdet i 1994-95 nåede kvartfinalen i UEFA Cuppen.
I kvalifikationsrunden vandt OB to gange over estiske Flora Tallinn med 3-0. Første runde spillede de 1-1 ude mod nordirske Linfield og vandt hjemme 5-0, blandt andet på to langskudsmål af Steen Nedergaard.[kilde mangler]
I anden runde var modstanderen tyske 1. FC Kaiserslautern, hvor det i første kampe blev 1-1 i Tyskland, og med 0-0 hjemme i returopgøret var OB videre på reglen om flest scorede udebanemål.
I tredje runde var modstanderen spanske Real Madrid, som på det tidspunkt havde Michael Laudrup på holdet. Første kamp blev spillet på et tætpakket Odense Stadion, og OB bragte sig overraskende på 1-0 i første halvleg på et langskudsmål meget langt ude fra af Michael Schjønberg. I anden halvleg bragte Real Madrid sig hurtigt på 1-2, men det lykkedes OB at udligne til 2-2 ved Jesper Hjort. Kort før tid bragte Michael Laudrup Real Madrid på 2-3 efter en dribletur gennem hele OB's forsvar – kampens resultat.[kilde mangler]
OB var tvunget til at vinde med mindst 2-0 i Madrid, og med godt målmandsspil af Lars Høgh forhindrede OB spanierne i at score. Først scorede Ulrik Pedersen til 0-1, inden Morten Bisgaard med endnu et mål kort før tid sikrede OB adgang til kvartfinalen. OB's sejr vakte opsigt i store dele af Europa, og i Danmark kom denne begivenhed til at hedde Miraklet i Madrid. Der blev trykt et telekort med OB's hold for at fejre den store succes.[kilde mangler]
I kvartfinalen mødte OB italienske Parma. OB og Lars Høgh forhindrede længe italienerne i at score, men Steen Nedergaard begik straffespark, som Parma udnyttede, og dermed alligevel vandt 1-0 hjemme, og returkampen i Odense endte 0-0, hvormed det europæiske eventyr var slut.[kilde mangler]

### OBs placering på"UEFA Team Ranking"Ranglisten
| Nr. | Hold                  | Point   |
| --- | --------------------- | ------- |
| 1   | Manchester United     | 130.308 |
| 2   | FC Barcelona          | 128.065 |
| 3   | Chelsea FC            | 107.308 |
| –   | -------------------   |         |
| 108 | Partizan Beograd      | 14.325  |
| 109 | Hannover 96           | 13.788  |
| 110 | NEC Nijmegen          | 13.783  |
| 111 | Odense Boldklub       | 13.665  |
| 112 | Mainz 05              | 13.287  |
| 113 | Dnipro Dnipropetrovsk | 12.793  |
| 114 | Dinamo Bukarest       | 12.664  |
| –   | -------------------   |         |
| 394 | IF Fuglafjordur       | 0.533   |
| 395 | B36 Torshavn          | 0.533   |
| 396 | SC Faetano            | 0.433   |

### Europæiske Resultater

#### Champions League / Mesterholdenes Europacup
| Sæson   | Runde    | Modstander       | Hjemme | Ude | V | U | T | Mål  | P |
| ------- | -------- | ---------------- | ------ | --- | - | - | - | ---- | - |
| 1978-79 | 1. Runde | Lokomotive Sofia | 2-2    | 1-2 | 0 | 1 | 1 | 3-4  | 1 |
| 1983-84 | 1. Runde | Liverpool        | 0-1    | 0-5 | 0 | 0 | 2 | 0-6  | 0 |
| 1990-91 | 1. Runde | Real Madrid      | 1-4    | 0-6 | 0 | 0 | 2 | 1-10 | 0 |
| 2011-12 | 3. Kval  | Panathinaikos    | 1-1    | 4-3 | 1 | 1 | 0 | 5-4  | 4 |
| 2011-12 | Playoff  | Villarreal CF    | 1-0    | 0-3 | 1 | 0 | 1 | 1-3  | 3 |

#### UEFA Cup/UEFA Europa League
| Sæson   | Runde       | Modstander           | Hjemme | Ude | V | U | T | Mål | P |
| ------- | ----------- | -------------------- | ------ | --- | - | - | - | --- | - |
| 1984-85 | 1. Runde    | Spartak Moskva       | 1-5    | 1-2 | 0 | 0 | 2 | 2-7 | 0 |
| 1994-95 | Kval        | Flora Tallinn        | 3-0    | 3-0 | 2 | 0 | 0 | 6-0 | 6 |
| 1994-95 | 1. Runde    | Linfield FC          | 5-0    | 1-1 | 1 | 1 | 0 | 6-1 | 4 |
| 1994-95 | 2. Runde    | Kaiserslautern       | 0-0    | 1-1 | 0 | 2 | 0 | 1-1 | 2 |
| 1994-95 | 3. Runde    | Real Madrid          | 2-3    | 2-0 | 1 | 0 | 1 | 4-3 | 3 |
| 1994-95 | Kvartfinale | Parma FC             | 0-0    | 0-1 | 0 | 1 | 1 | 0-1 | 1 |
| 1996-97 | 2. Kval     | Sliema FC            | 7-1    | 2-0 | 2 | 0 | 0 | 9-1 | 6 |
| 1996-97 | 1. Runde    | Boavista FC          | 2-3    | 2-1 | 1 | 0 | 1 | 4-4 | 3 |
| 2002-03 | Kval        | Mypa                 | 2-0    | 0-1 | 1 | 0 | 1 | 2-1 | 3 |
| 2002-03 | 1. Runde    | Celta Vigo           | 0-2    | 1-0 | 1 | 0 | 1 | 1-2 | 3 |
| 2003-04 | Kval        | TVMK Tallinn         | 1-1    | 3-0 | 1 | 1 | 0 | 4-1 | 4 |
| 2003-04 | 1. Runde    | Røde Stjerne Beograd | 2-2    | 3-4 | 0 | 1 | 1 | 5-6 | 1 |
| 2006-07 | Kval        | Llanelli FC          | 1-0    | 5-1 | 2 | 0 | 0 | 6-1 | 0 |
| 2006-07 | 1. Runde    | Hertha BSC           | 1-0    | 2-2 | 1 | 1 | 0 | 3-2 | 4 |
| 2006-07 | Gruppespil  | Parma FC             | 1-2    | -   | 0 | 0 | 1 | 1-2 | 0 |
| 2006-07 | Gruppespil  | SC Heerenveen        | -      | 2-0 | 1 | 0 | 0 | 2-0 | 3 |
| 2006-07 | Gruppespil  | RC Lens              | 1-1    | -   | 0 | 1 | 0 | 1-1 | 1 |
| 2006-07 | Gruppespil  | Osasuna              | -      | 1-3 | 0 | 0 | 1 | 1-3 | 0 |
| 2007-08 | 1. Kval     | St. Patrick's FC     | 5-0    | 0-0 | 1 | 1 | 0 | 5-0 | 4 |
| 2007-08 | 2. Kval     | Dinamo Minsk         | 4-0    | 1-1 | 1 | 1 | 0 | 5-1 | 4 |
| 2007-08 | 1. Runde    | Sparta Prag          | 0-0    | 0-0 | 0 | 2 | 0 | 0-0 | 2 |
| 2009-10 | 3. Kval     | Rabotnički           | 3-0    | 4-3 | 2 | 0 | 0 | 7-3 | 6 |
| 2009-10 | Playoff     | Genoa                | 1-1    | 1-3 | 0 | 1 | 1 | 2-4 | 1 |
| 2010-11 | 3. Kval     | Zrinjski Mostar      | 5-3    | 0-0 | 1 | 1 | 0 | 5-3 | 4 |
| 2010-11 | Playoff     | Motherwell           | 2-1    | 1-0 | 2 | 0 | 0 | 3-1 | 6 |
| 2010-11 | Gruppespil  | Getafe CF            | 1-1    | 1-2 | 0 | 1 | 1 | 2-3 | 1 |
| 2010-11 | Gruppespil  | VfB Stuttgart        | 1-2    | 1-5 | 0 | 0 | 2 | 2-7 | 0 |
| 2010-11 | Gruppespil  | Young Boys           | 2-0    | 4-2 | 1 | 0 | 1 | 4-4 | 3 |
| 2011-12 | Gruppespil  | Wisła Kraków         | 1-2    | 3-1 | 1 | 0 | 1 | 4-3 | 3 |
| 2011-12 | Gruppespil  | Fulham               | 0-2    | 2-2 | 0 | 1 | 1 | 2-4 | 1 |
| 2011-12 | Gruppespil  | Twente               | 1-4    | 2-3 | 0 | 0 | 2 | 3-7 | 0 |

#### Europa Cup for pokalvindere
| Sæson   | Runde    | Modstander    | Hjemme | Ude | V | U | T | Mål | P |
| ------- | -------- | ------------- | ------ | --- | - | - | - | --- | - |
| 1991-92 | Kval     | Galway United | 4-0    | 3-0 | 2 | 0 | 0 | 7-0 | 6 |
| 1991-92 | 1. Runde | Banik Ostrava | 0-2    | 1-2 | 0 | 0 | 2 | 1-4 | 0 |
| 1993-94 | Kval     | Celje         | 0-0    | 1-0 | 1 | 1 | 0 | 1-0 | 3 |
| 1993-94 | 1. Runde | Arsenal       | 1-2    | 1-1 | 0 | 1 | 1 | 2-3 | 1 |

## Priser

### Nationale priser
I 1986, 1989, 1992, 1993 og 1994 vandt målmanden Lars Høgh "Det Gyldne Bur" for årets bedste målmand i Danmark. Han er den målmand der har vundet prisen flest gange af alle målmænd i Danmark. Også Karim Zaza vandt prisen for OB i 2001 og 2002, og også året efter vandt han den for Brøndby IF. I 2009 vandt Roy Carroll den prestigefyldte pris, efter kun én sæson spillet i OB.

### De Stribede
I de fleste af årets måneder siden 2008, har klubbens officielle fanklub De Stribede afholdt en afstemning om, hvilken spiller, der skal tildeles deres fanpris kaldet "Tigerprisen". Der er 2 spillere, der er blevet hædret 4 gange, hvilket er flest: Bashkim Kadrii og Rúrik Gíslason. Baye Djiby Fall og Rúrik Gíslason har som de eneste modtaget prisen flere måneder i træk. Baye Djiby Fall tre priser faldt i tre på hinanden følgende måneder i 2008, mens Rúrik Gíslasons faldt i to på hinanden følgende måneder i 2012. Desuden er det værd at bemærke at Thomas Helveg blev kåret månedens spiller december 2010, den sidste måned inden han indstillede karrieren. Tigerprisen tildeles kun i de måneder, hvor holdet spiller kampe. 
|      | Marts                     | April                 | Maj              | Juli               | August                | September          | Oktober            | November         | December       |
| ---- | ------------------------- | --------------------- | ---------------- | ------------------ | --------------------- | ------------------ | ------------------ | ---------------- | -------------- |
| 2012 | Rúrik Gíslason            | Rúrik Gíslason        | -                | Rasmus Falk Jensen | Emil Larsen           | Rasmus Falk Jensen | Krisztián Vadócz   | -                | -              |
| 2011 | Espen Ruud                | Bashkim Kadrii        | Espen Ruud       | Bashkim Kadrii     | Eric Djemba-Djemba    | Rasmus Falk Jensen | Eric Djemba-Djemba | Mads Toppel      | Bashkim Kadrii |
| 2010 | Chris Sørensen            | Jonas Troest          | Thomas Helveg    | Roy Carroll        | Hans Henrik Andreasen | Bashkim Kadrii     | Rúrik Gíslason     | Kalilou Traoré   | Thomas Helveg  |
| 2009 | Anders Møller Christensen | Hans Henrik Andreasen | Arek Onyszko     | Rúrik Gíslason     | Roy Carroll           | Eric Djemba-Djemba | Peter Utaka        | Johan Absalonsen | -              |
| 2008 | Jonas Borring             | Atle Roar Håland      | Cristián Bolaños | -                  | Baye Djiby Fall       | Baye Djiby Fall    | Baye Djiby Fall    | Björn Runström   | Jonas Troest   |

#### Spillere der har modtaget prisen flere gange
| 4 gange | Bashkim Kadrii, Rúrik Gíslason                                              |
| 3 gange | Eric Djemba-Djemba, Baye Djiby Fall, Rasmus Falk Jensen                     |
| 2 gange | Espen Ruud, Hans Henrik Andreasen, Jonas Troest, Roy Carroll, Thomas Helveg |

## OB's danske landsholdsspillere
OB har gennem tiden haft 44 spillere på landsholdet. Thomas Helvegs første kamp på landsholdet som OB-spiller var samtidig hans kamp nummer 105 på landsholdet, hvilket gav ham en andenplads på listen over spillere med flest landsholdskampe.
Debutår i parentes
- Svend Jørgen Hansen (1942)
- Jørgen Leschly Sørensen (1946)
- Svend Hugger (1950)
- Børge Hylle (1951)
- Erik Nielsen (1953)
- Richard Møller Nielsen (1959)
- Finn Sterobo (1962)
- Kaj Johansen (1962)
- Mogens Therkildsen (1971)
- Per Bartram (1975)
- Allan Hansen (1977)
- Flemming Nielsen (1978)
- Ronald Stelmer (1978)
- Poul Andersen (1979)
- Ole Rasmussen (1980)
- Vilhelm Munk Nielsen (1981)
- Henrik Eigenbrod (1981)
- Morten Donnerup (1982)
- Keld Bordinggaard (1983)
- Frank Clausen (1983)
- Lars Høgh (1983)
- Allan Nielsen (1984)
- Johnny Hansen (1987)
- Ulrik Moseby (1987)
- Lars Elstrup (1988)
- Lars Jakobsen (1990)
- Brian Steen Nielsen (1993)
- Carsten Dethlefsen (1994)
- Thomas Helveg (1994)
- Carsten Hemmingsen (1995)
- Michael Schjønberg (1995)
- Morten Bisgaard (1996)
- Per Pedersen (1996)
- Søren Andersen (1999)
- Søren Berg (2003)
- Nicolai Stokholm (2006)
- Ulrik Laursen (2007)
- Chris Sørensen (2007)
- Anders Møller Christensen (2008)
- Johan Absalonsen (2009)
- Hans Henrik Andreasen (2010)
- Bashkim Kadrii (2011)
- Emil Larsen (2012)
- Oliver Christensen (2020)